# Tingbjerg Kollegiet
Tingbjerg Kollegiet er et kollegium beliggende i Tingbjerg i bydelen Brønshøj-Husum i København. Kollegiet er tegnet af Steen Eiler Rasmussens tegnestue og opført i perioden 1970-72 og er hjemsted for 288 studerende.
|  | Denne artikel om en bygning eller et bygningsværk kan blive bedre, hvis der indsættes et (bedre) billede. Du kan hjælpe ved at afsøge Wikimedia Commons for et passende billede eller lægge et op på Wikimedia Commons med en af de tilladte licenser og indsætte det i artiklen. |

55°43′4.66″N 12°29′23.5″Ø / 55.7179611°N 12.489861°Ø